# Moutarou Baldé
El Hadji Moutarou Baldé (ur. 5 października 1993 w Moudéry) – senegalski piłkarz grający na pozycji prawego obrońcy. Od 2017 jest piłkarzem klubu Teungueth FC.

## Kariera piłkarska
Swoją piłkarską karierę Baldé rozpoczął w klubie ASEC Ndiambour. W sezonie 2009 zadebiutował w nim w pierwszej lidze senegalskiej. W 2010 roku odszedł do ASC Port Autonome, a w 2014 został piłkarzem AS Douanes. W sezonie 2014/2015 został z nim mistrzem Senegalu. W 2017 roku przeszedł do Teungueth FC. W sezonach 2020/2021 i 2023/2014 wywalczył z nim mistrzostwo kraju, a w 2019 roku zdobył Puchar Senegalu.

## Kariera reprezentacyjna
W reprezentacji Senegalu Baldé zadebiutował 28 lipca 2019 w przegranym 0:1 meczu Mistrzostw Narodów Afryki 2020 z Liberią, rozegranym w Monrovii.